# Мурманская областная дума
Мурманская областная дума — законодательный (представительный) однопалатный орган государственной власти Мурманской области, является постоянно действующим высшим и единственным органом законодательной власти области.

## Состав
Мурманская областная дума состоит из 32 депутатов. Половина состава Думы (16 депутатов) избирается по партийным спискам, а другая половина (16 депутатов) — по двухмандатным мажоритарным округам. Срок полномочий Думы составляет 5 лет.

## Руководство Думы
- Дубовой Сергей Михайлович (Единая Россия) — председатель областной Думы.
- Мищенко Владимир Владимирович (Единая Россия) — первый заместитель председателя.
- Ведищева Наталия Николаевна (Единая Россия) — заместитель председателя.
- Омельчук Василий Васильевич (Единая Россия) — заместитель председателя.

## Фракции
| Фракция                         | Руководитель                    | Кол-во депутатов |
| ------------------------------- | ------------------------------- | ---------------- |
| Единая Россия                   | Владимир Владимирович Мищенко   | 25               |
| ЛДПР                            | Максим Андреевич Белов          | 4                |
| КПРФ                            | Геннадий Васильевич Степахно    | 2                |
| Справедливая Россия — За правду | Александр Геннадьевич Макаревич | 1                |

## Комитеты
| Комитет | Председатель комитета           |
| --- | ------------------------------- |
| Комитет по бюджету, финансам и налогам | Пищулин Борис Валентинович      |
| Комитет по законодательству, государственному строительству и местному самоуправлению                                                         | Мищенко Владимир Владимирович   |
| Комитет по образованию, науке, культуре, делам семьи, молодежи и спорту                                                                       | Круглова Лариса Николаевна      |
| Комитет по экономической политике, энергетике и жилищно-коммунальному хозяйству                                                               | Белов Максим Андреевич          |
| Комитет по социальной политике и охране здоровья                                                                                              | Максимова Надежда Петровна      |
| Комитет по природопользованию, экологии, рыбохозяйственному и агропромышленному комплексу                                                     | Пантелеев Валерий Николаевич    |
| Комитет по вопросам безопасности, военно-промышленного комплекса, делам военнослужащих и закрытых административно-территориальных образований | Ильиных Михаил Васильевич       |
| Комитет по труду, вопросам миграции и занятости населения                                                                                     | Макаревич Александр Геннадьевич |
| Комитет по транспорту, дорожному хозяйству и информатизации                                                                                   | Антропов Михаил Васильевич      |

## Представительство в Совете Федерации
Кусайко Татьяна Алексеевна — Член Комитета Совета Федерации по социальной политике (6 октября 2016 года сентябрь 2021 года).
Сахарова Татьяна Анатольевна ― Заместитель председателя Комитета Совета Федерации по социальной политике (с 7 октября 2021 года по 4 июня 2025 года).